# U.S. National Championships 1934
Gli U.S. National Championships 1934 (conosciuti oggi come US Open) sono stati la 54ª edizione degli U.S. National Championships e quarta prova stagionale dello Slam per il 1934. I tornei di singolare e doppio misto si sono disputati al West Side Tennis Club nel quartiere di Forest Hills di New York, quelli di doppio maschile e femminile al Germantown Cricket Club di Filadelfia, negli Stati Uniti.
Il singolare maschile è stato vinto dal britannico Fred Perry, che si è imposto sullo statunitense Wilmer Allison in quattro set col punteggio di 6–4, 6–3, 1–6, 8–6. Il singolare femminile è stato vinto dalla statunitense Helen Jacobs, che ha battuto in finale in tre set la connazionale Sarah Palfrey Cooke. Nel doppio maschile si sono imposti George Lott e Lester Stoefen. Nel doppio femminile hanno trionfato Helen Hull Jacobs e Sarah Palfrey Cooke. Nel doppio misto la vittoria è andata a Helen Hull Jacobs, in coppia con George Lott.

## Seniors

### Singolare maschile
Fred Perry ha battuto in finale  Wilmer Allison con il punteggio di 6–4, 6–3, 1–6, 8–6.

### Singolare femminile
Helen Jacobs ha battuto in finale  Sarah Palfrey Cooke con il punteggio di 6–1, 6–4.

### Doppio maschile
George Lott /  Lester Stoefen hanno battuto in finale  Wilmer Allison /  John Van Ryn con il punteggio di 6–4, 9–7, 3–6, 6–4.

### Doppio femminile
Helen Hull Jacobs /  Sarah Palfrey Cooke hanno battuto in finale  Carolin Babcock /  Dorothy Andrus con il punteggio di 4–6, 6–3, 6–4.

### Doppio misto
Helen Hull Jacobs /  George Lott hanno battuto in finale  Elizabeth Ryan /  Lester Stoefen con il punteggio di 4–6, 13–11, 6–2.